# Begonia pulcherrima
Espèce
Begonia pulcherrima est une espèce de plantes de la famille des Begoniaceae. Ce bégonia est originaire d'Afrique de l'Est. L'espèce fait partie de la section Loasibegonia. Elle a été décrite en 1991 par Marc Simon Maria Sosef (1960-…). L'épithète spécifique pulcherrima signifie « très beau ».

## Répartition géographique
Cette espèce est originaire des pays suivants : Burundi ; Rwanda.